# Canton, Illinois
Canton är en stad (city) i Fulton County, i delstaten Illinois, USA. Enligt United States Census Bureau har staden en folkmängd på 14 666 invånare (2011) och en landarea på 20,5 km².